# Ciné-Tamaris
Ciné-Tamaris est une société française de production, de distribution. Elle diffuse notamment les films de Jacques Demy et Agnès Varda.

## Histoire et activités de la Société

### Création
Créée en 1954 sous le nom de Tamaris pour produire La Pointe courte, premier long-métrage d’Agnès Varda, film avant-coureur de la Nouvelle Vague, la société est devenue Ciné-Tamaris en 1975 pour produire Daguerréotypes et n’a plus cessé depuis ses activités de production, puis distribution, et enfin édition et distribution vidéo.
Parmi les productions : L'une chante, l'autre pas, Sans toit ni loi, Jane B. par Agnes V., Jacquot de Nantes, Les Glaneurs et la Glaneuse et Les Plages d'Agnès.
La société a également récupéré le matériel et les droits d’autres films d’Agnès Varda, comme : Cléo de 5 à 7, Le Bonheur et autres courts métrages, ainsi que des films de Jacques Demy comme : Les Parapluies de Cherbourg, Les Demoiselles de Rochefort, Peau d'âne et Une chambre en ville.
Ciné-Tamaris a mis en place en 2002 une nouvelle activité, l’édition de DVD des films de son catalogue, accordant un grand soin aux bonus (« boni ») et au livret accompagnant les DVD :